# 1746
Het jaar 1746 is het 46e jaar in de 18e eeuw volgens de christelijke jaartelling.

## Gebeurtenissen
april
- 16 - Slag bij Culloden: een Britse legermacht vernietigt de Schotse opstandelingen.

juli
- 16 - Op weg naar Spa voor een rustkuur overlijdt de raadspensionaris van Holland Anthonie van der Heim aan een hartverlamming.

september
- 19 - De in het nauw gedreven Bonnie Prince Charles weet uit Schotland te ontsnappen.

oktober
- 11 - Oostenrijkse Successieoorlog: in de Slag bij Rocourt verslaan de Fransen een Nederlandse legereenheid, waarna de geallieerde troepen zich terugtrekken over de Maas. De Fransen bezetten de stad Luik.
- 22 - Stichting van het New Jersey College, dat later faam zal verwerven als Princeton-universiteit.

zonder datum
- Pieter van Musschenbroeck vindt de Leidse fles uit, de eerste elektrische condensator.

## Muziek
- In Londen vindt de eerste uitvoering van Georg Friedrich Händels Occasional Oratorio plaats
- Georg Christoph Wagenseil componeert de opera Demetrio

## Bouwkunst

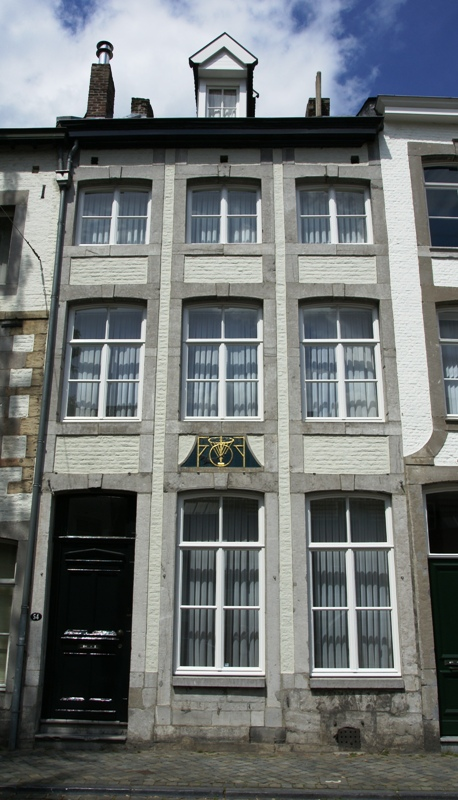
Woonhuis, Maastricht (1746)

## Geboren
januari
- 24 - Gustaaf III van Zweden, koning van Zweden van 1771-1792 (overleden 1792)

februari
- 13 - Giuseppe Maria Gioacchino Cambini, Italiaans componist en dirigent (overleden 1825)

maart
- 22 - Gerard van Spaendonck, Nederlands kunstschilder (overleden 1822)
- 30 - Francisco Goya, Spaans kunstschilder (overleden 1828)

juni
- 8 - Jean Henri van Swinden, Nederlands wis- en natuurkundige (overleden 1823)

augustus
- 8 - Hieronymus van Alphen, Nederlands dichter (overleden 1803)
- 27 - Jan Bernd Bicker, Nederlands patriottisch politicus (overleden 1812)

oktober
- 12 - Emerico Lobo de Mesquita, Braziliaans componist, muziekpedagoog, dirigent en organist (overleden 1805)

november
- 12 - Jacques Charles, Frans uitvinder van de waterstofballon (overleden 1823)

## Gedoopt
september
- 4 - Bernardus Bosch, Nederlands schrijver en politicus (overleden 1803)

oktober
- 5 - Gerard van Dinter, Nederlands kunstschilder (overleden 1820)

## Overleden
januari
- 21 - Nicolaas Verkolje (72), Nederlands kunstschilder

maart
- 20 - Nicolas de Largillière (89), Frans barokschilder

augustus
- 6 - Christiaan VI van Denemarken (46), koning van Denemarken en Noorwegen
- 27 - Johann Kaspar Ferdinand Fischer (89), Duits componist en organist